# Cephalochrysa sapphirina
Cephalochrysa sapphirina är en tvåvingeart som först beskrevs av Walker 1849.  Cephalochrysa sapphirina ingår i släktet Cephalochrysa och familjen vapenflugor. Inga underarter finns listade i Catalogue of Life.